# Duras (koning)

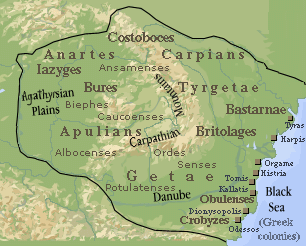
Verschillende stammen van de Daciërs

Duras was volgens de geschiedschrijver Jordanes, koning van de Daciërs. Hij plaatst hem tussen koning Scorilo of Coryllus en koning Decebalus. Hij zou dus geregeerd hebben tussen circa 70 en circa 86. Hij zou Dacië hebben herenigd (zie kaart) en daarbij in conflict zijn geraakt met het Romeinse Rijk. Tijdens een van deze schermutselingen werd de Romeinse gouverneur van Moesië Gaius Oppius Sabinus gedood.

## Diurpaneus
Duidelijke geschiedschrijving rond de man is er niet. De overgang naar en zijn verhouding met zijn opvolger Decebalus is ook niet duidelijk. De naam Diurpaneus wordt aan beiden toegedicht.